# 萬全 (明朝)
万全（1499年—1582年，一说1495年－1580年），又名全仁，字事，号密斋，湖北省罗田县大河岸人，祖籍豫窜(今江西南昌市)。是明代医家。
其130多万字的医学著作《万密斋医学全书》明清以来反复刊印，在日本、越南、朝鲜等地方流传。

## 著作
- 《养生四要》
- 《伤寒摘锦》
- 《保命歌括》
- 《痘疹世醫心法》
- 《幼科發揮》

## 延伸阅读
[在维基数据编辑]
 在维基文库阅读此作者作品（ 在维基共享资源阅览影像）